# Ypsilon2 Eridani
Ypsilon2 Eridani (υ2 Eridani, förkortat Ypsilon2 Eri, υ2 Eri) som är stjärnans Bayerbeteckning, är en ensam stjärna belägen i den östra delen av stjärnbilden Eridanus. Den har en skenbar magnitud på 3,80 och är synlig för blotta ögat där ljusföroreningar ej förekommer. Baserat på parallaxmätning inom Hipparcosuppdraget på ca 15,3 mas, beräknas den befinna sig på ett avstånd på ca 214 ljusår (ca 66 parsek) från solen.

## Nomenklatur
Ypsilon2 Eridani har det traditionella namnet Theemin (även skrivet som Theemim och Beemin). År 2016 organiserade Internationella astronomiska unionen en arbetsgrupp för stjärnnamn (WGSN) med uppgift att katalogisera och standardisera riktiga namn för stjärnor. WGSN fastställde namnet Theemin för denna stjärna den 1 februari 2017 och det är nu inskrivet i listan över IAU-godkända stjärnnamn.

## Egenskaper
Ypsilon2 Eridani är en gul till vit jättestjärna av spektralklass G8 + III och har utvecklat till röd jättestjärna. Den har en radie som är ca 16 gånger större än solens och utsänder från dess fotosfär 138 gånger mera energi än solen vid en effektiv temperatur på ca 5 075 K.